# Robert Hans
Robert Hans (nacido como Robert Hans Xhaka, 18 de marzo de 1932, Basilea, Suiza - 23 de mayo de 1989, Estocolmo) fue un inventor, matemático, político, filósofo y astrofísico suizo. Es conocido por liderar, dirigir, inventar y crear el oloroscopio en 1967, razón por la cual fue propuesto al premio Nobel de ingeniería el año siguiente.

## Reseña biográfica

### Nacimiento e infancia
Robert nació en Basilea, el 18 de marzo de 1932, en el barrio Shaquiri, en el hospital Von Hausgel. Hijo de Patrick Hans y María Hangeland, fue el tercero de cuatro hermanos. Se crio en el seno de una familia humilde en el mismo barrio en que nació.

### Comienzos
Realizó su básica secundaria en la institución técnica Wimmer Sommer, en la cual fue halagado debido a su capacidad cognitiva. Simultáneamente a sus estudios secundarios, llevaba estudios musicales enfocados a la gaita.

### Siguiente etapa
Entró en el departamento de física de la Universidad de Berna a la edad de 19 años. Allí permaneció cinco años hasta recibir el grado de físico. Posteriormente a esto, estudió matemáticas, filosofía y relaciones públicas paralelamente, en la misma universidad. De esta manera, se graduó de cuatro carreras en tan solo doce años.

### Otros afines
Otros trabajo relacionado con Hans es su libro El universolfato. Además era aficionado a la pesca.

## Premios y reconocimientos
- Nominación al premio Nobel de ingeniería en 1968 (1968)
- Ciudadano de honor de la ciudad de Basilea (1959)
- Ciudadano de honor de la ciudad de Berna (1963)